# Rivière Blanche (vattendrag i Kanada, Québec, lat 46,67, long -72,13)
Rivière Blanche är ett vattendrag i Kanada.   Det ligger i provinsen Québec, i den sydöstra delen av landet, 300 km nordost om huvudstaden Ottawa.
I omgivningarna runt Rivière Blanche växer i huvudsak blandskog. Runt Rivière Blanche är det ganska glesbefolkat, med 26 invånare per kvadratkilometer.